# Should We Kiss First?
Should We Kiss First? (en hangul:  키스 먼저 할까요?;  RR: Kiseu Meonjeo Halkkayo?) es una serie de televisión surcoreana dirigida por Son Jeong-hyun, y protagonizada por Kam Woo-sung, Kim Sun-a, Oh Ji-ho y Park Si-yeon. Se emitió en SBS desde el 20 de febrero hasta el 24 de abril de 2018, los lunes y martes de 22:00 a 23:10 horas (KST) en cuarenta episodios.
La serie estaba inicialmente programada para estrenarse el 5 de febrero de 2018, pero se retrasó al 20, con cuatro emisiones consecutivas, debido a las retransmisiones en directo de los Juegos Olímpicos de Invierno de Pyeongchang.

## Sinopsis
Narra la historia de un hombre y una mujer de mediana edad que han renunciado a cualquier sueño de un romance apasionado, pero tienen miedo de vivir y morir solos.

## Reparto

### Principal
- Kam Woo-sung como Son Moo-han, un soltero que trabaja en una importante empresa de publicidad como director de producción.
- Kim Sun-a como An Soon-jin, una azafata que ha perdido la fe en el amor después de perder a su hija.[6]
- Oh Ji-ho como Eun Kyung-soo, el exmarido de Soon-jin.
- Park Si-yeon como Baek Ji-min, la esposa de Kyung-soo.

### Secundario
- Han Go-eun como Kang Suk-young, exmujer de Moo-han.
- Kim Sung-soo como Hwang In-woo, el mejor amigo de Moo-han.
- Ye Ji-won como Lee Mi-ra, la mejor amiga de Soon-jin.
- Jo Ah-in como Eun Ji-soo, hija de Kyung-soo y Ji-min.
- Sung Byung-sook como Kang Geum-soon, madre de Soon-jin.
- Shin So-yul como An Hee-jin, la hermana menor de Soon-jin.
- Kim Ki-bang como Lee Chung-geol, el marido de Hee-jin.
- Jung Da-bin como Son Yi-deun, hija de Moo-han y Suk-young.[7]
- Ki Do-hoon como Yeo Ha-min.[7]
- Bae Da-bin como Son I-deun.[8]

#### Equipo de publicidad de Son Moo-han
- Kang Kyung-heon como Bong Jae-soon.
- Son Deok-gi como Kim Hyeong-jun.
- Kang Young-seok como Min Woo-shik.

#### Otros
- Gyu Soo: guardaespaldas de la comunidad.
- Baek Seung-hyun como veterinario.
- Han Chae-kyung como asistente de vuelo.
- Kim Jung-hak como médico.
- Han Tae-il como Kim Mak-dong.
- Hyun Jeong-ae.
- Jung Kang-hee.
- Kim Hyung-beom.
- Oh Arin como Lee Ji-hoo.
- Jung Wook.

## Banda sonora original
| Parte | Fecha de publicación  | N.º | Título                                       | Artista               | Duración |
| ----- | --------------------- | --- | -------------------------------------------- | --------------------- | -------- |
| 1     | 20 de febrero de 2018 | 1   | Ordinary Goodbye (안녕이라는 흔한 인사)      | Kwon Jin-won          | 2:59     |
| 1     | 20 de febrero de 2018 | 2   | Is It Love? (사랑일까요?)                    | Luna                  | 4:00     |
| 2     | 6 de marzo de 2018    | 1   | Perfect                                      | Lee Jin-sol (April)   | 3:26     |
| 2     | 6 de marzo de 2018    | 2   | Perfect (inst.)                              |                       | 3:26     |
| 3     | 20 de marzo de 2018   | 1   | Every Day, Every Moment (모든 날, 모든 순간) | Paul Kim              | 3:31     |
| 3     | 20 de marzo de 2018   | 2   | Every Day, Every Moment (inst.)              |                       | 3:31     |
| 4     | 27 de marzo de 2018   | 1   | Monologue (독백)                             | Wheesung              | 3:44     |
| 4     | 27 de marzo de 2018   | 2   | Monologue (inst.)                            |                       | 3:44     |
| 5     | 2 de abril de 2018    | 1   | On My Own (혼자 하는 일)                     | Yesung (Super Junior) | 3:45     |
| 5     | 2 de abril de 2018    | 2   | On My Own (inst.)                            |                       | 3:45     |
| 6     | 2 de abril de 2018    | 1   | Coincidence (우연처럼)                       | Choi Jung-in          | 3:25     |
| 6     | 2 de abril de 2018    | 2   | Coincidence (inst.)                          |                       | 3:25     |

### Índices de audiencia
En la tabla inferior, en azul aparecen los índices más bajos, y en rojo los más altos. NR indica que la serie no estuvo entre los veinte programas más vistos del día. 
| Episodio | Fecha original de emisión | Epílogo                                                                        | Índices de audiencia | Índices de audiencia | Índices de audiencia | Índices de audiencia |
| Episodio | Fecha original de emisión | Epílogo                                                                        | TNmS                 | TNmS                 | AGB Nielsen          | AGB Nielsen          |
| Episodio | Fecha original de emisión | Epílogo                                                                        | Nacional             | Seúl                 | Nacional             | Seúl                 |
| -------- | ------------------------- | ------------------------------------------------------------------------------ | -------------------- | -------------------- | -------------------- | -------------------- |
| 1        | 20 de febrero de 2018     | Something He Treasured, Something She Forgot (그는 간직하고 그녀는 잊었던 것)  | 7.8% (19.º)          | 8.7%                 | 8.1% (14.º)          | 9.0% (12.º)          |
| 2        | 20 de febrero de 2018     | Something He Treasured, Something She Forgot (그는 간직하고 그녀는 잊었던 것)  | 10.0% (12.º)         | 11.4%                | 10.5% (7.º)          | 11.9% (5.º)          |
| 3        | 20 de febrero de 2018     | Something He Treasured, Something She Forgot (그는 간직하고 그녀는 잊었던 것)  | 9.4% (13.º)          | 10.5%                | 9.9% (9.º)           | 11.0% (7.º)          |
| 4        | 20 de febrero de 2018     | Something He Treasured, Something She Forgot (그는 간직하고 그녀는 잊었던 것)  | 8.6% (16.º)          | 9.4%                 | 9.1% (11.º)          | 9.9% (9.º)           |
| 5        | 26 de febrero de 2018     | Something He Treasured, Something She Forgot (그는 간직하고 그녀는 잊었던 것)  | 8.5% (18.º)          | 9.2%                 | 9.7% (8.º)           | 10.4% (7.º)          |
| 6        | 26 de febrero de 2018     | Something He Treasured, Something She Forgot (그는 간직하고 그녀는 잊었던 것)  | 10.9% (8.º)          | 11.6%                | 11.8% (5.º)          | 12.5% (4.º)          |
| 7        | 27 de febrero de 2018     | Something He Treasured, Something She Forgot (그는 간직하고 그녀는 잊었던 것)  | 8.9% (13.º)          | 10.0%                | 9.3% (8.º)           | 10.3% (5.º)          |
| 8        | 27 de febrero de 2018     | Something He Treasured, Something She Forgot (그는 간직하고 그녀는 잊었던 것)  | 11.6% (6.º)          | 12.8%                | 12.4% (4.º)          | 13.6% (3.º)          |
| 9        | 5 de marzo de 2018        | Something He Treasured, Something She Forgot (그는 간직하고 그녀는 잊었던 것)  | 8.6% (18.º)          | 9.2%                 | 9.3% (11.º)          | 10.0% (9.º)          |
| 10       | 5 de marzo de 2018        | Something He Treasured, Something She Forgot (그는 간직하고 그녀는 잊었던 것)  | 11.0% (9.º)          | 11.6%                | 12.3% (5.º)          | 12.9% (3.º)          |
| 11       | 6 de marzo de 2018        | You Cannot Forget, What You Cherish (간직한 것은 잊혀지지 않는다)              | 9.4% (12.º)          | 10.5%                | 9.5% (7.º)           | 10.6% (5.º)          |
| 12       | 6 de marzo de 2018        | You Cannot Forget, What You Cherish (간직한 것은 잊혀지지 않는다)              | 11.3% (6.º)          | 12.8%                | 12.5% (4.º)          | 14.0% (3.º)          |
| 13       | 12 de marzo de 2018       | You Cannot Forget, What You Cherish (간직한 것은 잊혀지지 않는다)              | 8.6% (15.º)          | 9.7%                 | 8.5% (10.º)          | 9.6% (6.º)           |
| 14       | 12 de marzo de 2018       | You Cannot Forget, What You Cherish (간직한 것은 잊혀지지 않는다)              | 9.9% (10.º)          | 11.0%                | 10.4% (7.º)          | 11.4% (4.º)          |
| 15       | 13 de marzo de 2018       | You Cannot Forget, What You Cherish (간직한 것은 잊혀지지 않는다)              | 7.7% (16.º)          | 8.4%                 | 8.5% (8.º)           | 9.3% (6.º)           |
| 16       | 13 de marzo de 2018       | You Cannot Forget, What You Cherish (간직한 것은 잊혀지지 않는다)              | 9.2% (12.º)          | 10.4%                | 10.9% (4.º)          | 12.1% (4.º)          |
| 17       | 19 de marzo de 2018       | Memory Over Love (기억이란 사랑보다)                                           | 7.2% (20º)           | 8.3%                 | 8.8% (9.º)           | 9.9% (7.º)           |
| 18       | 19 de marzo de 2018       | Memory Over Love (기억이란 사랑보다)                                           | 9.3% (13.º)          | 10.6%                | 11.1% (6.º)          | 12.4% (4.º)          |
| 19       | 20 de marzo de 2018       | Behind the Veil of Time (가려진 시간 사이로)                                   | 7.5% (16.º)          | 8.7%                 | 9.5% (8.º)           | 10.8% (6.º)          |
| 20       | 20 de marzo de 2018       | Behind the Veil of Time (가려진 시간 사이로)                                   | 10.1% (11.º)         | 11.5%                | 11.9% (4.º)          | 13.3% (3.º)          |
| 21       | 26 de marzo de 2018       | What He Ignored, What She Erased (그는 외면하고, 그녀는 지운 것)               | 8.3% (15.º)          | 9.5%                 | 9.4% (9.º)           | 10.6% (8.º)          |
| 22       | 26 de marzo de 2018       | What He Ignored, What She Erased (그는 외면하고, 그녀는 지운 것)               | 9.5% (11.º)          | 10.4%                | 11.5% (5.º)          | 12.5% (4.º)          |
| 23       | 27 de marzo de 2018       | Behind the Veil of Time (가려진 시간 사이로)                                   | 7.8% (13.º)          | 9.1%                 | 9.2% (8.º)           | 10.5% (6.º)          |
| 24       | 27 de marzo de 2018       | Behind the Veil of Time (가려진 시간 사이로)                                   | 9.3% (10.º)          | 10.4%                | 11.6% (4.º)          | 12.7% (4.º)          |
| 25       | 2 de abril de 2018        | Behind the Veil of Time (가려진 시간 사이로)                                   | 7.4% (18.º)          | 9.1%                 | 8.3% (13.º)          | 9.3% (10.º)          |
| 26       | 2 de abril de 2018        | Behind the Veil of Time (가려진 시간 사이로)                                   | 8.5% (13.º)          | 10.4%                | 9.9% (8.º)           | 11.4% (6.º)          |
| 27       | 3 de abril de 2018        | Days We Waited For, And the Days That Will Be Erased (기다린 날도 지워질 날도) | 7.4% (14.º)          | 8.3%                 | 8.1% (10.º)          | 9.2% (7.º)           |
| 28       | 3 de abril de 2018        | Days We Waited For, And the Days That Will Be Erased (기다린 날도 지워질 날도) | 9.1% (8.º)           | 10.4%                | 10.0% (6.º)          | 11.3% (4.º)          |
| 29       | 9 de abril de 2018        | Roundabout (에움길)                                                            | 6.1% (NR)            | 7.3%                 | 7.9% (14.º)          | 9.1% (13.º)          |
| 30       | 9 de abril de 2018        | Roundabout (에움길)                                                            | 7.1% (19.º)          | 8.2%                 | 9.3% (10.º)          | 10.5% (6.º)          |
| 31       | 10 de abril de 2018       | Roundabout (에움길)                                                            | 7.5% (15.º)          | 8.6%                 | 7.6% (11.º)          | 8.3% (9.º)           |
| 32       | 10 de abril de 2018       | Roundabout (에움길)                                                            | 8.3% (12.º)          | 9.0%                 | 9.3% (8.º)           | 10.1% (7.º)          |
| 33       | 16 de abril de 2018       | A Memory Both He and She Will Cherish (그와 그녀가 간직할 기억)                | 6.5% (NR)            | 7.7%                 | 7.6% (13.º)          | 8.7% (9.º)           |
| 34       | 16 de abril de 2018       | A Memory Both He and She Will Cherish (그와 그녀가 간직할 기억)                | 6.8% (18.º)          | 7.9%                 | 8.4% (7.º)           | 9.5% (6.º)           |
| 35       | 17 de abril de 2018       | Every Day, Every Moment (모든 날, 모든 순간)                                   | 6.4% (16.º)          | 7.8%                 | 8.0% (10.º)          | 9.6% (7.º)           |
| 36       | 17 de abril de 2018       | Every Day, Every Moment (모든 날, 모든 순간)                                   | 7.4% (14.º)          | 8.6%                 | 9.3% (8.º)           | 10.5% (6.º)          |
| 37       | 23 de abril de 2018       | Their Remaining Days (그들의 남아있는 나날)                                    | 6.4% (NR)            | 7.5%                 | 6.9% (NR)            | 7.8% (16.º)          |
| 38       | 23 de abril de 2018       | Their Remaining Days (그들의 남아있는 나날)                                    | 7.2% (18.º)          | 8.1%                 | 7.6% (17.º)          | 8.5% (10.º)          |
| 39       | 24 de abril de 2018       | His and Her Way of Loving (그와 그녀의 사랑법)                                 | 7.7% (16.º)          | 8.9%                 | 7.4% (12.º)          | 8.6% (9.º)           |
| 40       | 24 de abril de 2018       | His and Her Way of Loving (그와 그녀의 사랑법)                                 | 8.5% (13.º)          | 9.6%                 | 9.1% (8.º)           | 10.2% (5.º)          |
| Promedio | Promedio                  | Promedio                                                                       | 8.5%                 | 9.6%                 | 9.5%                 | 10.6%                |

## Premios y nominaciones
| Premio                            | Categoría                                                    | Candidato                | Resultado | Ref.   |
| --------------------------------- | ------------------------------------------------------------ | ------------------------ | --------- | ------ |
| 54th Baeksang Arts Awards         | Mejor actriz de reparto                                      | Ye Ji-won                | Ganadora  | [ 11 ] |
| 45th Korean Broadcasting Awards   | Mejor actor                                                  | Kam Woo-sung             | Ganador   |        |
| 11th Korea Drama Awards           | Premio a la gran excelencia, actor                           | Kam Woo-sung             | Ganador   | [ 12 ] |
| 6th APAN Star Awards              | Premio a la gran excelencia, actriz en miniserie             | Kim Sun-a                | Nominada  | [ 13 ] |
| 2nd The Seoul Awards              | Mejor serie                                                  | Should We Kiss First     | Nominada  | [ 14 ] |
| 2nd The Seoul Awards              | Mejor actor                                                  | Kam Woo-sung             | Nominado  | [ 14 ] |
| 2nd The Seoul Awards              | Mejor actriz                                                 | Kim Sun-a                | Nominada  | [ 14 ] |
| 31st Grimae Awards                | Mejor actriz                                                 | Kim Sun-a                | Ganadora  |        |
| 1st MBC Plus X Genie Music Awards | Mejor banda sonora original                                  | Paul Kim                 | Ganador   | [ 15 ] |
| 10th Melon Music Awards           | Mejor banda sonora original                                  | Paul Kim                 | Ganador   |        |
| 1st Korea Popular Music Awards    | Mejor banda sonora original                                  | Paul Kim                 | Nominado  |        |
| 33rd Golden Disc Awards           | Mejor banda sonora original                                  | Paul Kim                 | Ganador   |        |
| 20th Mnet Asian Music Awards      | Mejor banda sonora original                                  | Paul Kim                 | Nominado  |        |
| 26th SBS Drama Awards             | Gran Premio (Daesang)                                        | Kam Woo-sung             | Ganador   | [ 16 ] |
| 26th SBS Drama Awards             | Gran Premio (Daesang)                                        | Kim Sun-a                | Ganadora  | [ 16 ] |
| 26th SBS Drama Awards             | Premio a la gran excelencia, actor en serie de lunes-martes  | Kam Woo-sung             | Nominado  | [ 16 ] |
| 26th SBS Drama Awards             | Premio a la gran excelencia, actriz en serie de lunes-martes | Kim Sun-a                | Nominada  | [ 16 ] |
| 26th SBS Drama Awards             | Premio a la excelencia, actor en serie de lunes-martes       | Oh Ji-ho                 | Nominado  | [ 16 ] |
| 26th SBS Drama Awards             | Premio a la excelencia, actor en serie de lunes-martes       | Kim Sung-soo             | Nominado  | [ 16 ] |
| 26th SBS Drama Awards             | Premio a la excelencia, actriz en serie de lunes-martes      | Park Si-yeon             | Nominada  | [ 16 ] |
| 26th SBS Drama Awards             | Mejor actriz de reparto                                      | Ye Ji-won                | Ganadora  | [ 16 ] |
| 26th SBS Drama Awards             | Mejor pareja                                                 | Kam Woo-sung y Kim Sun-a | Ganadores | [ 16 ] |